# فایز جمعه
فایز جمعه (انگلیسی: Fayez Jumaa؛ زادهٔ ۱۲ فوریهٔ ۱۹۸۱) یک بازیکن فوتبال است.